# Ryōsuke Kojima
Ryōsuke Kojima (jap. 小島 亨介, Kojima Ryōsuke; * 30. Januar 1997 in der Präfektur Aichi) ist ein japanischer Fußballspieler. 

## Karriere
Ryōsuke Kojima erlernte das Fußballspielen in der Jugendmannschaft von Nagoya Grampus sowie in der Universitätsmannschaft der Waseda-Universität. Seinen ersten Vertrag unterschrieb er 2019 bei Ōita Trinita. Der Verein aus Ōita spielte in der höchsten Liga des Landes, der J1 League. 2020 wurde er vom Zweitligisten Albirex Niigata für zwei Jahre ausgeliehen. Für den Verein aus Niigata stand er 31-mal in der zweiten Liga im Tor. Nach der Ausleihe wurde er am 1. Februar 2022 fest von Niigata unter Vertrag genommen. Am Ende der Saison 2022 feierte er mit Albirex die Meisterschaft und den Aufstieg in die erste Liga. Nach insgesamt 105 Ligaspielen wechselte er im Januar 2025 zum ebenfalls in der ersten Liga spielenden Kashiwa Reysol.

## Erfolge
Albirex Niigata
- Japanischer Zweitligameister: 2022  ▲